# 레오폴트 크로네커
레오폴트 크로네커(독일어: Leopold Kronecker, 독일어: [ˈkʁoːnɛkɐ], 1823년 12월 7일 ~ 1891년 12월 29일)는 독일의 수학자이며 논리학자이다.

## 생애

### 유년 시절
1823년 12월 7일 당시 프로이센에 속했던 레그니차의 부유한 유대인 가정에서 태어났다. 아버지 이지도어 크로네커(영어: Isidor Kronecker)와 어머니 요하나 프라우스니처(독일어: Johanna Prausnitzer)는 아이들의 교육을 장려하였고, 개인 교사를 고용하였다. 레오폴트 크로네커의 동생 후고 크로네커(영어: Hugo Kronecker, 1839 ~ 1914)는 이후 유명한 생리학자가 되었다. 이후 크로네커는 레그니차 김나지움에 입학하였다. 당시 레그니차 김나지움 교사였던 에른스트 쿠머는 크로네커의 재능을 알아보고, 수학을 공부할 것을 권유하였다.
1841년에 베를린 훔볼트 대학교에 입학하였으나 처음에는 천문학과 철학을 공부하였다. 1843년 여름에는 본 대학교에서 천문학을 공부하였으나, 1843년~1844년까지 스승 쿠머를 따라서 브로츠와프 대학교에서 천문학을 공부하였다. 다시 베를린으로 돌아와 페터 구스타프 르죈 디리클레 아래에서 수학을 공부하였고 수체의 대수적 정수환의 가역원에 대한 박사 학위 논문을 집필하여 1845년에 박사 학위를 수여받았다.

### 농경 및 학계로의 복귀
박사 학위를 취득한 뒤 크로네커는 학계를 떠나 외삼촌이 경영하는 큰 농지를 관리하였다. 외삼촌은 원래 은행가였는데, 은행업으로 번 돈을 농지에 투자하였다. 이후 몇 년 동안 크로네커는 농업에 집중하였고, 수학 연구를 하지 않았다. 1848년에는 외사촌 파니 프라우스니처(독일어: Fanny Prausnitzer)와 결혼하였다. 농업으로 크로네커는 부를 축척하였고 취미로 수학을 연구할 수 있을 만큼 여유가 생겼다. 1853년에 갈루아 이론에 대한 논문으로 다시 수학계에 되돌아왔다.
페터 구스타프 르죈 디리클레 및 카를 바이어슈트라스와의 인맥을 통해 크로네커는 베를린 상류층과 교류하였고, 1861년에는 베를린 아카데미의 회원으로 선출되었다. 이에 따라 크로네커는 베를린 훔볼트 대학교에서 강연을 하였으나, 교수직은 갖지 않았다. 1866년에 베른하르트 리만이 사망하자, 괴팅겐 대학교 수학 교수로 초빙받았으나 거절하였다. 1883년에 에른스트 쿠머가 베를린 훔볼트 대학교에서 은퇴하자 쿠머를 이어 교수가 되었다.

### 베를린 대학교에서의 크로네커
| “ | 정수는 자비로우신 신이 창조하셨고, 나머지는 인간의 창작물이다. Die ganzen Zahlen hat der liebe Gott gemacht, alles andere ist Menschenwerk. | ” |
|   | — :19 |   |

크로네커는 위의 유명한 수학 격언을 남겼을 정도로 정수론을 통한 수의 산술화에 절대적인 믿음을 갖고 있었다. 이러한 철학적 신념 때문에 크로네커는 다른 많은 수학자들과 대립하였고, 이 때문에 크로네커는 한때 절친한 친구였던 카를 바이어슈트라스와 멀어졌다. 바이어슈트라스는 한때 이 때문에 다른 대학교로 옮길 뻔한 적도 있었다. 또한, 게오르크 칸토어의 기수와 순서수의 이론은 크로네커의 철학에 정면으로 대립되었으므로, 크로네커와 칸토어는 격렬히 수학적으로 대립하였다.
1891년에 아내 파니가 사망하였고, 크로네커는 유대교에서 크리스트교로 개종하였다. 같은 해 12월 29일에 사망하였다.

## 영예
크로네커는 여러 학회의 회원으로 선출된 이력이 있다.
- 1861년: 프로이센 과학 아카데미
- 1868년: 프랑스 과학 아카데미
- 1884년: 왕립학회

## 사진

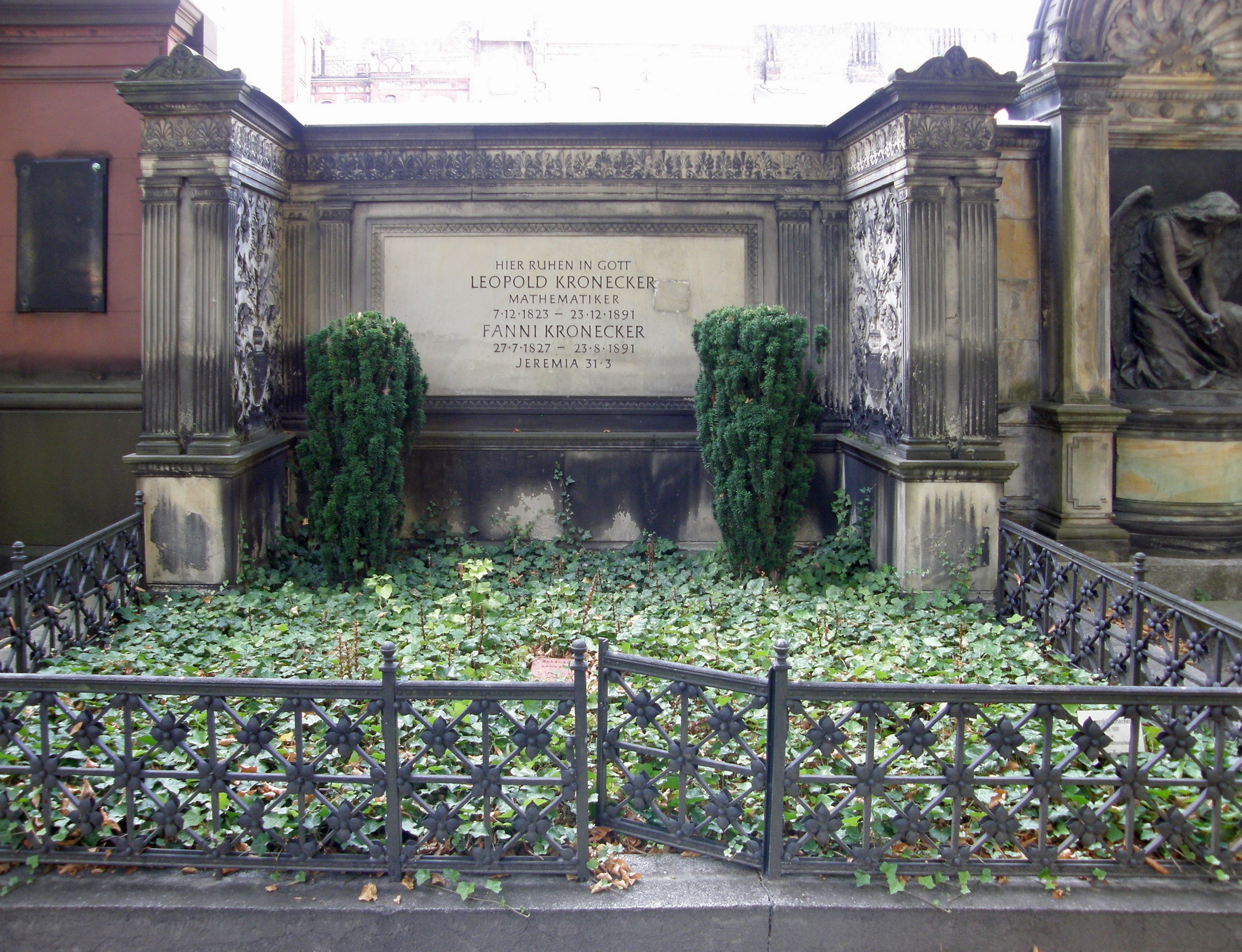
레오폴트 크로네커의 묘소
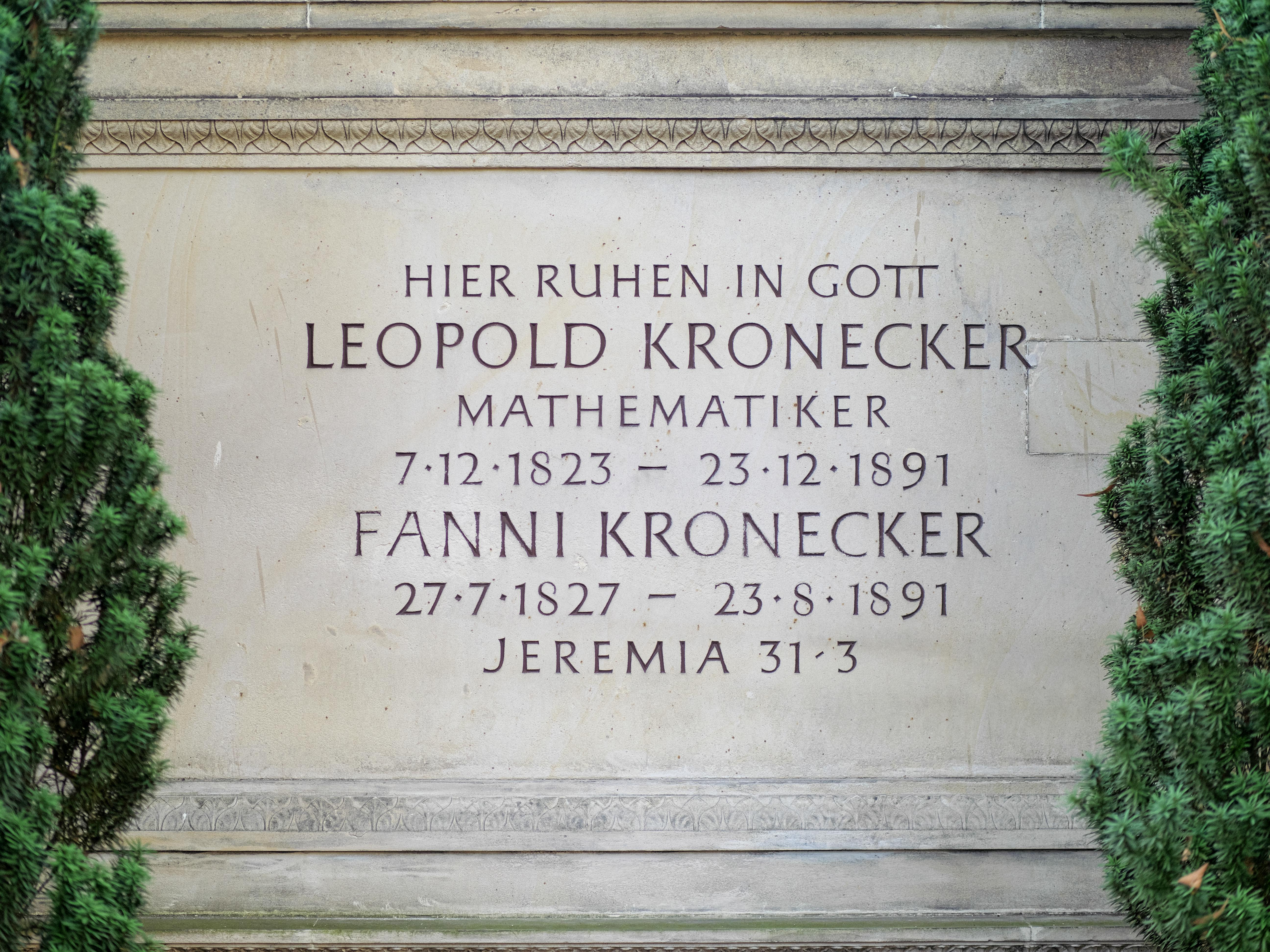
레오폴트 크로네커의 묘비
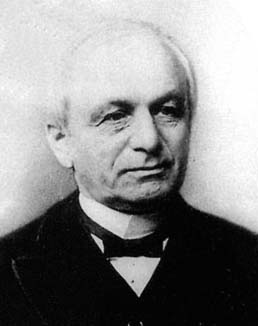
레오폴트 크로네커

## 출판물
- Kronecker, Leopold (1978) [1901], 《Vorlesungen über Zahlentheorie》, Berlin, New York: Springer-Verlag, ISBN 978-3-540-08277-4, MR 529431
- Kronecker, Leopold (1968) [1895],  Hensel, Kurt, 편집., 《Leopold Kronecker's Werke. Bände I–V》, New York: Chelsea Publishing Co., ISBN 978-0-8284-0224-8, MR 0237286

## 참고 문헌
- Edwards, Harold (1987). “An appreciation of Kronecker”. 《The Mathematical Intelligencer》 (영어) 9 (1): 28–35. doi:10.1007/BF03023570. ISSN 0343-6993.
- Boniface, Jacqueline (2005). “Leopold Kronecker’s conception of the foundations of mathematics”. 《Philosophia Scientiæ》 (영어). Cahier spécial 5: 143–156. doi:10.4000/philosophiascientiae.384.
- Boniface, Jacqueline (1999년 7월). “Kronecker. Sur le concept de nombre” (PDF). 《La Gazette des mathématiciens》 (프랑스어) 81: 49–70. 2016년 3월 4일에 원본 문서 (PDF)에서 보존된 문서. 2014년 11월 17일에 확인함.